# Helge Ande, sänk dig ned djupt i själens gömma
Helge Ande, sänk dig ned djupt i själens gömma är en körsång med text och musik av Richard Slater. 

## Publicerad i
- Frälsningsarméns sångbok 1929 som nr 17 i körsångsdelen under rubriken "Bön".
- Frälsningsarméns sångbok 1968 som nr 16 i körsångsdelen under rubriken "Bön".
- Frälsningsarméns sångbok 1990 som nr 756 under rubriken "Bön".